# Middleport (Ohio)
Middleport é uma vila localizada no estado norte-americano de Ohio, no Condado de Meigs.

## Demografia
Segundo o censo norte-americano de 2000, a sua população era de 2525 habitantes.
Em 2006, foi estimada uma população de 2508, um decréscimo de 17 (-0.7%).

## Geografia
De acordo com o United States Census Bureau tem uma área de
4,9 km², dos quais 4,7 km² cobertos por terra e 0,2 km² cobertos por água.

## Localidades na vizinhança
O diagrama seguinte representa as localidades num raio de 8 km ao redor de Middleport.